# Raven De La Croix
Raven De La Croix  (née le 24 août 1947 aux États-Unis) est une actrice américaine. Elle est connue entre autres pour son rôle dans le film de Russ Meyer, Mega Vixens. 

## Biographie
Elle est la fille de l'artiste peintre Knox Martin.
Elle débute au cinéma en 1976 sous la direction de Russ Meyer,  dans la comédie érotique Mega Vixens. En 1980, elle fait une apparition dans le film de John Landis,  Les Blues Brothers. En 1984, elle est au générique de la série B de science-fiction The Lost Empire.
À partir de la seconde moitié des années 1980, sa carrière se ralentit. 
Elle fait un retour remarqué en 2001 dans la comédie Double-D Avenger.

## Filmographie
- 1976 : Mega Vixens (Megavixens) : Margo Winchester
- 1977 : The Happy Hooker Goes to Washington (non-créditée)
- 1977 : The Chicken Chronicles : Mrs. Worth
- 1978 : Jokes My Folks Never Told Me : Bride
- 1980 : Les Blues Brothers (The Blues Brothers)  (non-créditée)
- 1982 : Bill Dragon se venge (Hear No Evil)  (Téléfilm) : Candy Burns
- 1983 : Screwballs : Miss Anna Tommical
- 1984 : The Lost Empire : Whitestar
- 1985 : The Erotic Moods of Raven Delacroix
- 1985 : Tape Busters Vol. 3
- 1986 : 40 Plus: The Video : Belle
- 1987 : Between my Breasts 5 : Raven
- 1987 : Heat and Sunlight : Lynn 'Christie' Ana
- 1991 : The Breast Things in Life Are Free
- 2001 : Double-D Avenger  (The Double-D Avenger)  : Dr. De La Croix
- 2005 : Frankenstein vs. the Creature from Blood Cove : La gitane
- 2006 : Alien Secrets : La belle-sœur de Brandon